# Klaus Flouride
 Klaus Flouride właśc. Geoffrey Lyall (ur. 1949 w Detroit, Michigan) – amerykański gitarzysta basowy. W czerwcu 1978 wraz z East Bay Rayem i Jello Biafrą utworzył zespół Dead Kennedys, w którym występował aż do jego rozpadu w grudniu 1986.
Jeszcze w czasach istnienia Dead Kennedys Flouride zaczął pracę nad solowymi albumami. W 1982 ukazał się Shortning Bread, a w 1985 Cha Cha Cha With Mr. Flouride. Po zakończeniu działalności przez Dead Kennedys zrobił sobie przerwę do 1988, kiedy to powrócił na rynek trzecim solowym albumem Because I Say So. W 1991 wydał kolejny album The Light is Flickering.
W tym czasie pracował też w studiach nagraniowych przy różnych projektach muzycznych jako producent. Pod koniec lat 90. razem z East Bay Rayem i D.H. Peligro pozwał do sądu Jello Biafrę. Poszło o tantiemy, prawa do nagrań i prawa do nazwy zespołu. Po długim i skomplikowanym procesie w 2000 zapadł wyrok korzystny dla nich. W 2001 roku reaktywowali Dead Kennedys jednak bez Jello Biafry, którego zastąpili ex-wokalistą grupy Dr. Know Brandonem Cruzem.
Klaus Flouride napisał tylko jedną piosenkę dla Dead Kennedys Dog Bite, która ukazała się na albumie In God We Trust, Inc..

## Dyskografia
- Shortning Bread (1982)
- Cha Cha Cha With Mr. Flouride (1985)
- Because I Say So (1988)
- The Light is Flickering (1991)